# Supersex
Supersex är en italiensk historisk och biografisk dramaserie vars första säsong hade premiär på strömningstjänsten Netflix den 6 mars 2024. Serien som består av sju avsnitt är baserad på Rocco Siffredis liv.

## Handling
Serien kretsar kring porrstjärnan Rocco Siffredis liv och följer honom från tidig barndom. Berättelsen börjar hos den unge Rocco Tano i lilla Ortona på 1960-talet och utspelas i stor utsträckning under 1980- och 1990-talet. Barndomen spelar dock stor roll, i seriens försök att skapa en bild av Rocco Tanos utveckling som människa.

## Rollista (i urval)
- Alessandro Borghi – Rocco Siffredi
  - Saul Nanni – Rocco, som ung
- Jasmine Trinca – Lucia
- Adriano Giannini – Tommaso, Roccos halvbror
- Enrico Borello
- Jade Pedri
- Linda Caridi

## Produktionen
Serien är en ett resultat av ett mångårigt arbete av Netflix' italienska vice produktionschef Eleanora Andreatta; hon sökte en "utmanande men äkta historia" som kan lyfta debatten om den moderna västerländska sexualiteten, i en tid av genusdebatt och internetpornografi. Den erfarna manusförfattaren Francesca Manieri gavs uppdraget att utveckla serien – som inte var vardagsmat för den ofta feministiskt fokuserade Manieri – och utarbeta dess manus. Manieri gick med på uppdraget, efter att hon insett att detta var en chans att kunna utforska "kärnan i den moderna manligheten". Resultatet blev en intim och karaktärsdriven coming of age-historia, om en skådespelare som medvetet arbetade fram en kall och hård filmpersona som stod i kontrast mot skådespelarens familjeliv. TV-seriens sju avsnitt är fördelade över tre olika regissörer – Matteo Rovere, Francesco Carrozini och Francesca Mazzoleni.
Den sju avsnitt långa serien har Alessandro Borghi i rollen som Rocco Siffredi, en skådespelare som under karriären en hård filmpersona som kontrasterade mot hans eget privatliv. Manieri fick till slut okej från Siffredi att förverkliga sin vision av serien, där tonen var allvarlig och tonvikten låg på uppväxten och familjen. Trots detta fokus fick Borghi lov att ägna sig åt en hel del avklädda framträdanden under filmningen, där Manieri skrivit in totalt 45 sexscener – ett antal av dem filmade utifrån den kvinnliga blicken. Manieri ser filmens ämne pornografin som en spegel av den moderna besatthet där människor har svårt att kombinera kärlek och sexualitet, och som ett socialt sammanhang som berör oss alla. Hon ser Siffredi som person som en sorts Marilyn Monroe, där den ena sidan handlar om bevarande och den andra om överdrifter.
Serien började spelas in i september 2022. Rocco Siffredi kommenterade senare att "Den här vackra historien är inspirerad av mitt liv, men det är inte mitt liv… Allt i serien kommer från mig, men sedan har manusförfattaren investerat en hel del av sig själv."

## Avsnitt
| Nr | Titel                                                  | Regi                 | Manus             | Premiär     |
| -- | ------------------------------------------------------ | -------------------- | ----------------- | ----------- |
| 1  | "Superkraft" (Il superpotere)                          | Matteo Rovere        | Francesca Manieri | 6 mars 2024 |
| 2  | "Köttet" (La carne)                                    | Francesca Mazzoleni  | Francesca Manieri | 6 mars 2024 |
| 3  | "Djuret" (L'animale)                                   | Francesco Carrozzini | Francesca Manieri | 6 mars 2024 |
| 4  | "Drömmen" (Il sogno)                                   | Matteo Rovere        | Francesca Manieri | 6 mars 2024 |
| 5  | "Ön" (L'isola)                                         | Francesca Mazzoleni  | Francesca Manieri | 6 mars 2024 |
| 6  | "Återuppväckandet av kroppar" (Resurrezione dei corpi) | Matteo Rovere        | Francesca Manieri | 6 mars 2024 |
| 7  | "Kuken kommer sist" (Ultimo viene il cazzo)            | Francesco Carrozzini | Francesca Manieri | 6 mars 2024 |